# 张功耀
张功耀（1956年11月10日—），湖南郴州人，学者，中南大学哲学系教授，以推动废除中医而闻名。

## 经历
张功耀1988年自浙江大学毕业，获哲学硕士学位。任中南大学政治学与行政管理学院哲学系教授，著有《相对论革命》、《世界思想文化经典精要·科学卷》（学术专著）等书。
张功耀2006年在医学专业杂志《医学与哲学》發表。2006年6月1日，张功耀在博客上发表系列文章建议废除中医，並和住在美国纽约的王澄医师发起了“徵集促使中医中药退出国家医疗体制签名公告”，得到上万人响应。他們主張删除《宪法》第二十一条有关中医药的内容，五年内让中医药退出国家医疗体制，使其真正回归民间。
但隨後废除中医引起廣泛討論後，張功耀表示其“告别中医中药”的提法只涉及个人价值取向和个人权力，其主张既不是“废除中医”，也不是“取消中医”，而是推动中医中药退出国家医疗体制，回归民间，並且表示实在是太累了，深刻体会到了“名人不好当”的滋味。

## 《告别中医中药》的主要論點
其文主要以四個方面，即文化进步的名义、科学的名义，维护生物多样性的名义，人道的名义，論述其主張告别中医中药的觀點。